# Hadrotarsus
Genre
Hadrotarsus est un genre d'araignées aranéomorphes de la famille des Theridiidae.

## Distribution
Les espèces de ce genre se rencontrent en Océanie et à Taïwan.

## Liste des espèces
Selon World Spider Catalog (version 16.0, 19/04/2015) :
- Hadrotarsus babirussa Thorell, 1881
- Hadrotarsus fulvus Hickman, 1943
- Hadrotarsus ornatus Hickman, 1943
- Hadrotarsus setosus Hickman, 1943
- Hadrotarsus yamius Wang, 1955

## Publication originale
- Thorell, 1881 : Studi sui Ragni Malesi e Papuani. III. Ragni dell'Austro Malesia e del Capo York, conservati nel Museo civico di storia naturale di Genova. Annali del Museo Civico di Storia Naturale di Genova, vol. 17, p. 1-727 (texte intégral).